# 6990 Toya
6990 Toya este un asteroid din centura principală de asteroizi.

## Descriere
6990 Toya este un asteroid din centura principală de asteroizi. A fost descoperit pe 9 decembrie 1994 la Oizumi de Takao Kobayashi. El prezintă o orbită caracterizată de o semiaxă mare de 3,15 ua, o excentricitate de 0,12 și o înclinație de 2,9° în raport cu ecliptica.